# テレビ朝日メディアプレックス
株式会社テレビ朝日メディアプレックス（テレビあさひメディアプレックス、英: TV Asahi Mediaplex Corporation）は、株式会社テレビ朝日の連結子会社で、主に地上波・BSデジタル放送のデータ放送、オンラインメディアなどのデジタルコンテンツ制作を手掛ける企業。
テレビ朝日系番組の公式ウェブサイト、データ放送コンテンツの制作も担っており、「メディプレ」の名称でスタッフクレジットなどに記載される。

## 略歴
- 2000年（平成12年）2月9日 - 株式会社デジタル・キャスト・インターナショナルとして設立。
- 2000年（平成12年）12月1日 - 委託放送事業者としてBSデジタル放送の委託放送業務を開始。
- 2006年（平成18年）3月31日 - BSデジタル放送の委託放送業務を終了。
- 2007年（平成19年）7月1日 - 株式会社テレビ朝日データビジョンが吸収分割した事業を承継し、現在の商号に変更。[1]
- 2017年（平成29年）3月 - 株式追加取得による株式会社テレビ朝日の完全子会社化[2]

## 脚註
1. ↑  “オンラインメディア新会社「株式会社テレビ朝日メディアプレックス」の設立について”. 2008年6月7日閲覧。
2. ↑  “「新しい時代のテレビ局」への進化をさらに推し進める テレビ朝日代表取締役会長兼CEO・早河　洋”.   BLOGOS (2018年1月10日). 2018年2月12日閲覧。